# 杨威利
楊文里（日語：／英語：，宇宙曆767年4月4日至－800年6月1日），又譯「楊威利」、「楊文理」、「楊溫利」、「羅坤力」；田中芳樹科幻小說《銀河英雄傳說》及《銀河英雄傳說外傳》主角之一，自由行星同盟元帥。
與宿敵萊因哈特·馮·羅嚴克拉姆惺惺相惜，戰爭才華不分伯仲，但在戰術上，楊文里智謀則略勝萊因哈特一籌，被譽為戰場上的魔術師。原立志成為歷史學者，对于权力、政治及军队本身感到厌恶，却阴错阳差成了同盟的英雄。具有安定的人格魅力与包容力，获得了下属一致的信赖与敬爱。
姓名採E（EASTERN＝東方）式表記，姓氏放在名字之前。作者命名靈感來自「楊萬里」，漢字寫法是「楊文里」。

## 生平

### 出身
767年（宇宙曆，下同）4月4日，楊生於自由行星同盟，收藏家、商人楊泰隆之子。772年6月30日，其母卡多麗奴·R·楊过世；而在783年3月27日，其父因船上核融合反應爐意外身故後，不僅所有權得抵押債務、無法承繼公司，遺留的除萬曆紅釉彩壺外都是贗品導致身無分文，為研習歷史於783年進入國防軍事學校，就讀戰史研究系。兩年後（785年）廢系，轉至戰略研究系。二十歲畢業為少尉，任職統合作戰本部記錄計畫室。一年後，升任中尉，赴艾爾·法西爾星域任部隊幕僚。

### 發跡
是年（788年），帝國軍大舉入侵艾爾·法西爾星域，指揮官林曲少將一戰而敗，後又不戰而逃。楊利用林曲少將的逃亡艦隊為誘餌，協助300萬艾爾·法西爾平民安全逃亡至後方而聲名大噪，被稱為「艾爾·法西爾英雄」。因連昇兩級是紀念戰死軍士的方式，為了避諱而改成單日兩次晉升，9月19日上午10時25分升為上尉；下午4時30分升為少校。
此後在第五、第六次伊謝爾倫要塞攻防戰中，以參謀本部格林希爾上將的幕僚身分參戰，貢獻不少奇策使同盟軍在戰鬥中避免過多的犧牲與全線潰敗，累計軍功晉升准將。第四次提亞馬特會戰中以次席幕僚身分進入第二艦隊，不過因為太年輕加上過去實績以智略為主缺乏實戰經歷，因此意見時常不受到長官重視。796年，在「亞斯提星域會戰」中任第二艦隊次席幕僚。因同盟軍4,065,900兵力未完成包圍網，使第四艦隊12,000艘及第六艦隊13,000艘艦艇被銀河帝國一級上將莱因哈特·馮·罗严克拉姆以2,448,600兵力、20,000餘艘艦艇各個擊破；第二艦隊司令官派特中將於戰中負傷，楊准將遂接下指揮權，以帝國軍的攻勢順勢使第二艦隊從後方咬住萊因哈特的艦隊，雙方相互追逐後形成對帝國方無戰略意義的消耗戰，迫使萊因哈特放棄擊破同盟軍第二艦隊而撤退，此戰雖以和局收場但兩個艦隊被大破，第二艦隊損傷達五成。同盟軍1,508,900人戰死，22,600餘艘艦艇損毁；帝國軍153,400人戰死，2,200餘艘艦艇損毁。在三路大軍兩路覆滅下保持不敗，被稱為「不敗楊」，累計軍功晉升少將。

### 立功
796年4月27日，統合作戰本部破格提拔，讓楊以少將身分成為艦隊司令。楊少將踏上征途，發動第七次伊謝爾倫要塞攻略戰，率領由倖存者與新兵組成之第十三艦隊（楊艦隊），以6,400艘艦艇、70萬士兵，不流血夺取了擁有15,000艘艦艇之帝國軍事要塞伊謝爾倫，遂有「奇蹟楊」、「魔術師楊」等稱號，戰後，晉升中將。當時楊在想：可以以死來彌補敗戰之罪，但是帝國軍伊謝爾倫要塞駐留艦隊司令官漢斯·迪特裡希·馮·傑克特上將為何不自行了斷？為何要強制部下陪自己走上絕路？就是有這種人在，戰爭才會綿延不斷。

### 機變
8月6日，同盟最高評議會會議考慮到低落的市民支持率以及下一次的選舉在即，決定採用安德魯·霍克准將的提案攻打帝國。統合作戰本部無力反對出征，因此駁回楊之退職申請，晉升他為中將，期望其智略能使同盟軍的傷亡降低。
當時，楊從亞列克斯·卡介倫那裡聽到，三個月後有統一選舉。戰爭使經濟、社會、民生等問題惡化，常有不祥之事發生。為了贏得選舉，將市民注意力引到外面，就有此次遠征。統合作戰本部長西德尼·席特列元帥也對楊說，因為楊瞭解歷史，有時會輕蔑權力或武力。但不管任何國家組織，都不可能沒有這兩種東西。與其讓無能而腐敗之人掌權，不如交給有理性良心之人。軍人本不該介入政治。
最初一個月，超過二百個以上恆星系落入同盟軍帝國領域遠征軍手中。撤兵論被否決後，楊和第十艦隊司令官伍蘭夫中將通信，提出放棄佔領地而撤軍。10月10日16時7分，伍蘭夫中將與敵作戰。5分鐘後，楊和帝國軍艦隊司令官坎普交戰，以半月陣躲過攻勢，從左右兩翼交互攻擊坎普艦隊。坎普決定讓艦隊緩緩後退重新佈陣。楊認為這場戰鬥求勝不如求生。即使打贏了，最後仍會遭到圍攻。所以應趁敵後退時，盡可能離去。楊遂下令全艦隊逃跑。楊被帝國軍齊格飛·吉爾菲艾斯中將以四倍兵力不停攻擊。楊決定讓出宇宙空域，將敵誘入U字陣內，趁其隊形和補給拉長時反擊。在強攻下，楊將艦隊重編成U字陣，接到伊謝爾倫總司令部命令轉進，到亞姆立札恆星集結。在撤退中，犧牲數倍於前。
10月14日，同盟軍於亞姆力札星域會戰中敗退，楊斷後掩護，抵擋帝國軍10萬多艘戰艦追擊，作戰英勇，官兵有七成生還。敗退歸途上，楊對副官菲列特利加·格林希尔中尉說，社會有兩種思潮。一說真理比生命重要，一說生命比任何事都重要。當人類要發動戰爭，會以前者為借口；要結束戰爭，又拿後者作理由。千百年來，一直都如此重覆......戰後，晉升上將，任伊謝爾倫要塞司令官、駐留機動艦隊（楊艦隊）司令官兼同盟軍最高幕僚會議議員。

### 平叛
797年2月19日，楊上將與帝國軍吉爾菲艾斯一級上將簽訂俘虜交換證書。
3月30日，同盟統合作戰本部長庫布斯裡上將，於統合作戰本部休息室遭預備役准將霍克暗殺未遂。4月3日，部份軍人以武力發動叛變佔領行星聶普帝斯。4月8日，叛亂勢力佔領行星帕爾梅倫多。4月10日，武裝叛亂份子控制行星香普爾。4月18日，代理統合作戰本部長德森上將，請楊率領艦隊，將聶普帝斯、卡佛、帕爾梅倫多及香普爾等地之叛亂，速速弭平。同日，救國軍事會議於同盟首都行星海尼森發動政變。4月20日，楊任命伊謝爾倫要塞事務總監卡介倫少將為要塞臨時代理司令官，自己則親率第13艦隊出擊，最終目的地為海尼森。同盟建國270年以來第一次內戰正式爆發。4月26日，楊艦隊開始進攻行星香普爾，經過三天戰鬥，叛亂部隊投降。
5月18日，楊艦隊於德奧里亞星域會戰全殲第11艦隊，救國軍事會議失去所有宇宙戰力。8月，以冰塊摧毁同盟首都行星海尼森“女神的首飾”防禦系統，推翻政變。同時，帝國軍維利伯爾·由希姆·梅爾卡茲一級上將及其副官貝倫哈特·馮·舒奈德中校抵達伊謝爾倫要塞歸附楊。

### 轉進
798年1月22日，楊艦隊擊退一千餘艘帝國軍軍艦。
3月9日，同盟政府召楊回到海尼森出席審查會。3月17日，帝國軍禿鷹之城要塞出征伊謝爾倫要塞。
4月14日至4月15日，帝國軍發動第八次伊謝爾倫要塞攻略戰“要塞對要塞”。5月，楊乘坐巡航艦瑞達Ⅱ號，率5,500艘艦艇，與伊謝爾倫要塞駐留機動艦隊，合力擊毀禿鷹之城要塞及進攻之帝國軍。帝國軍1,800,000官兵陣亡，16,000艘艦艇只剩下700餘艘。11月8日，帝國元帥萊因哈特發動「諸神的黃昏」作戰。11月20日，帝國軍奧斯卡·馮·羅嚴塔爾一級上將發動第九次伊謝爾倫要塞攻略戰，與克湼利斯·魯兹上將及菲爾姆特·連列肯普上將率30,000艘艦艇進迫伊謝爾倫要塞，至12月9日撤退。渥佛根·米達麥亞一級上將率30,000艘艦艇，於24日佔領費沙，攻擊同盟，並於「蘭提馬利歐星域」遇上同盟主力艦隊，展開決戰。
799年1月18日，楊主動放棄伊謝爾倫要塞。
2月9日和亞歷山大·比克古上將32,900艘艦艇會合，卻錯過了2月8日13時45分開始之第一次「蘭堤馬利歐星域會戰」。2月13日，與被監護人尤里安·敏兹於海尼森重逢。同盟政府為確保艦隊行動自由，晋昇楊為元帅。

### 惡鬥
799年2月底，楊艦隊開始蠢動，以各個擊破方式進行游擊戰，消耗帝國軍力。
3月1日，楊艦隊遇上帝國軍卡爾·羅伯特·舒坦梅兹上將艦隊。3月2日5時30分，楊元帥以「中央突破，背面展開」戰法，將其一半消滅於黑洞，使其剩下兩成兵力；同日13時，逼退連列肯普上將艦隊。
4月6日，楊朝帝國軍根據地干達爾星域出動。4月10日，被楊召來當顧問之「銀河帝國正統政府」軍務尚書梅爾卡茲一級上將來到楊身邊。4月11日，楊讓官兵於魯德米拉行星休假半天，並向副官菲列特利加·格林希爾少校求婚成功。4月24日14時20分，「巴米利恩星域會戰」正式展開，萊因哈特以「機動性縱深防禦」戰法迎撃。
當時帝國軍擁有艦艇18,860艘，士兵2,295,400名；同盟軍則有艦艇16,420艘，士兵1,907,600名。4月27日，楊艦隊突破帝國軍第一層橫列陣。至4月29日，楊艦隊突破第八層橫列陣。突破第九層橫列陣後，楊艦隊於4月30日後退80萬公里，躲進小行星羣。帝國軍進入楊艦隊口袋陣，被包圍。5月2日，繆拉上將率8,000艘艦艇增援帝國軍。5月5日22時40分，楊艦隊把萊因哈特之旗艦伯倫希爾納入砲列射程範圍；同時，因帝國軍壓境自由行星同盟首都海尼森，最高評議會議長優布·特留尼西特下令無條件停戰，會戰結束。

### 驟變
5月5日，楊下令全軍後退。帝國軍士兵3,323,100名，1,594,400名戰死，753,700名受傷；同盟軍士兵1,907,600名，898,200名戰死，506,900名受傷；帝國軍艦艇26,940艘，14,820艘被毁，8,660艘受損；同盟軍艦艇16,420艘，7,140艘被毁，6260艘受損。楊也提供8艘戰艦、4艘航空母艦、9艘巡航艦、15艘驅逐艦、22艘武裝運輸艦、2艘工作艦，交付「薔薇騎士」連隊長卡斯巴·林兹上校、舒奈德中校、奧利比·波布蘭中校與梅爾卡茲提督逃亡（對外聲稱在該役陣亡），保存了11,820名陸戰員及戰鬥艇員。5月6日23時，楊與萊因哈特會面。5月25日，巴拉特和約成立，同盟領土隸屬銀河帝國；帝國於海尼森設置高等辦事府，高等事務官為連列肯普一級上將。

### 退隱
戰後，婉拒萊因哈特延攬，定居同盟並辦理退役。6月10日，與副官菲列特利加·格林希爾少校結婚，過了一段平静生活。這被同僚認為是楊畢生最大戰績。

### 復出
7月16日，快將解體之1,000艘同盟軍艦艇被梅爾卡茲提督脅裹4,000士兵奪取。受帝國軍務尚書巴爾·馮·奥貝斯坦元帥授意，連列肯普於7月20日勸告同盟政府逮捕楊。7月22日，楊被同盟中央檢察廳拘留。退役少校菲列特利加（楊夫人）遂聯絡退役中將華爾特·馮·先寇布、退役中將逹斯提·亞典波羅及「薔薇騎士」連隊代理隊長萊納·布魯姆哈爾特中校，率「薔薇騎士」連隊脅持同盟最高評議會議長姜·列貝羅。7月23日，楊被救出。5時40分，「薔薇騎士」穿過通信線路專用地下通道，由電梯專用修補洞，佔領了帝國高等事務官府「香格里拉飯店」14樓，於15樓綁架了連列肯普。連列肯普上吊自盡。列貝羅獲釋。7月25日晚，楊與夫人、先寇布、艦長亞典波羅等搭乘巡航艦瑞逹Ⅱ號逃離海尼森，並與率領獨立艦隊藏匿於被廢棄之塔揚汗基地之梅爾卡茲提督會合，組成「楊文里獨立艦隊（楊自稱為非正規隊，帝國則稱其為流亡之集團）」。萊茵哈特皇帝也公開承認他的任命有誤導致楊離開海尼森，但如果楊願意投降，他可以原諒並不追究楊的責任，而且願意讓他擔任要職。楊聽到之後只微笑地對幕僚說「那皇帝要提供多少保證金？」而受到大家的白眼。

### 轉進
8月13日，艾爾·法西爾星域脫離同盟獨立。12月9日，楊宣布脫離同盟政府約束，抵達艾爾·法西爾加入獨立政府，成立革命預備軍，任司令官。12月11日，與尤里安·敏茲重逢。同時，於萊因哈特發動「大親征作戰」二次進軍同盟時，座鎮艾爾·法西爾，發動第十次伊謝爾倫要塞攻略戰，用埋伏癱瘓伊謝爾倫防衛機能，於800年1月14日0時52分重奪伊謝爾倫。2月20日，萊因哈特統一宇宙後，便意圖消滅楊艦隊。至4月20日，楊艦隊共有艦艇28,840艘，士兵2,547,400名。

### 勇戰
帝國軍耶爾涅斯特·梅克林格一級上將率15,900艘艦艇，由伊謝爾倫回廊帝國方出入口，入侵回廊。楊集結超過20,000艘艦艇迎戰，迫退梅克林格；旋即回兵至舊同盟出入口與畢典菲爾特一級上將及法倫海特一級上將對峙。4月29日，第十一次伊謝爾倫要塞攻略戰「回廊之戰」開始，畢典菲爾特及法倫海特率艦隊進攻回廊。5月1日，萊因哈特進攻伊謝爾倫回廊。
5月2日，畢典菲爾特艦隊及法倫海特艦隊與萊因哈特會合。畢典菲爾特艦隊15,900艘，損失6,220艘；士兵1,908,000名，695,700名喪生。法倫海特艦隊15,200艘，損失8,490艘；士兵1,857,600名，1,095,200喪生。法倫海特陣亡。

5月3日6時30分，帝國軍96,500艘、兵員16,200,000人進入伊謝爾倫回廊；21時，與楊艦隊接觸。5月4日2時20分，帝國軍主力進入回廊；12時0分，萊因哈特進入回廊；20時15分，米達麥亞由總旗艦伯倫希爾換乘到自己旗艦“人狼”，親抵最前線。

5月6日11時50分，帝國軍第一任幕僚總監舒坦梅茲一級上將陣亡；13時，帝國軍撤退，楊艦隊返回伊謝爾倫要塞。

5月7日23時，楊艦隊回到回廊。5月8日，楊艦隊遇上繆拉艦隊。5月11日6時45分，繆拉艦隊撤退。

5月12日12時45分，艾齊納哈艦隊進攻回廊，至5月13日撤退。米達麥亞部屬進攻回廊，至14日23時撤退。

5月15日4時40分，畢典菲爾特及原法倫海特艦隊進攻回廊，使楊艦隊副司令亞頓·費雪中將於17時45分陣亡；19時20分，畢典菲爾特撤退。

5月16日，萊因哈特病倒。5月17日，帝國軍在損失2,000,000名士兵及24,400艘艦艇下，離開伊謝爾倫回廊。

5月18日，萊因哈特提出停戰會談。

### 逝世
5月25日12時，楊搭乘巡航艦“瑞達Ⅱ號”與萊因哈特會面。途中，於6月1日2時40分遭地球教徒行刺，於2時55分身亡，享年三十三歲。

## 評論
一直認為「有做得到的事，也有做不到的事。」對於命運，他比萊因哈特更被動、包容。總覺得難以融入戰爭，一直渴望捨棄軍人地位，終生退隱，卻無法如願。

### 外表
英雄功績，思想異端，言行受到排拒。像未萌芽之青年學者，仔細小心。曾被軍官學校校長西德尼·席特列元帥說過在校不求上進，表情溫和，但言語鋒利。嚴格來說身材微瘦。黑髮微曲，有些過長。前面頭髮常落在額頭上，頭髮必須常撥回去。雙眼漆黑，有時柔和，有時好像發呆。後世稱「帶着知性溫柔，蘊藏着溫柔知性」，未給人感覺誇大。相貌「極為普通英俊」。比起相貌和五官，給人感覺不像一名軍人，更為人描述和傳頌。

### 資質
資質傾向於亂世和非常時期。若在和平時代，很可能不見經傳、終生默默無聞，充其量也只是一位二流歷史學家。在亂世中，因為時代造就才能，成為重要人物。人類所有能力中，軍事才能非常奇特，在不同時代或環境下，它對社會毫無價值。和平時，也有人懷才不遇、抱憾而終；他們不像學人或藝術家，在身後還有作品可以遺芳後世；也沒有人再談論他們。

### 理想
曾說過如果必須為下一代留下遺產，和平就是最好禮物。如果每一代人都能夠牢記把和平維持下去，是對下一代之責任，那大概就能保持長期和平。因此，先寇布認為楊太正直，要不然可說是自魯道夫大帝以來最偉大詭辯家。
一直認為「有做得到的事，也有做不到的事。」對於命運，他比萊因哈特更被動、包容。總覺得難以融入戰爭。不只一次想從軍隊退隱，但始終無法如願。原本希望成為一名歷史學家，不甘情願地當上了軍人。之所以進入軍官學校，是為了不必繳付學費而攻讀歷史，最後雖然身穿軍服，但也不斷找尋辭退機會。厭惡政治、軍事及權力，卻獲得晉升而置身權力鬥爭中；理想與現實之矛盾，使自己抱着懷疑。
如果和亞雷·海尼森生在同一個時代，或許生涯會比較單純、明快。他對海尼森的思想和人格有著無可置疑的忠誠，如果只在軍事上背後輔佐指導者，或許更能使他振奮。楊有不想做第一人而寧願屈居第二的心理傾向。

### 生活
對物質享受不很在意。雖然常到高級軍官餐廳吃飯，卻是為了享受與他人自由談話樂趣。私生活惰懶，部下調侃為「長眠不起之青年司令官」；平日嗜飲添加白蘭地之紅茶，被養子尤里安斥其飲酒過量。

### 國防觀
楊著手準備著述歷史論及國家論：鞏固國防之途有二。軍備比敵國更強，或利用和平手段與敵國相安無事。前者單純，後者因權力者不同而有異。但擴充軍備與發展經濟互為反比，則為近世以來不變。各國偏重軍備競賽，使經濟發展及社會畸型，崩壞國家。因此歷史上「國防」使國家滅亡，是諷刺之普遍。常言許多國家因外敵入侵而亡，但更多卻因反擊侵略、財富不均、權力腐敗、國民不滿言論控制等內因而亡。坐視社會嚴重不公正，對內鎮壓，對外征戰。近代以來，不法侵略終必自食其果。站在道義立場，不應侵略他國。
先寇布曾說，楊充滿矛盾，比任何人都討厭戰爭，清楚戰爭帶來什麼壞影響，認為戰爭是一種愚蠢行為，但很難找到人打仗比他更厲害；認為楊如果和萊茵哈特有同樣條件，打起仗來，戰術上會更勝一籌。但楊認為這種假設毫無意義；戰爭除了戰術，其它原素也同樣重要，如果排除戰略問題，單以戰術來論勝敗，實際戰爭根本不可能。所謂戰術，是指在戰場中，如何調度兵馬以贏得勝利；而戰略則是如何讓戰術能夠完全有效發揮效能。先寇布之假定，完全無視戰略，因此等於沒有意義。

### 價值觀
楊文里之價值觀承襲自他父親。同盟人民一談到魯道夫·馮·高登巴姆，總以「邪惡獨裁者」來形容他，楊聽在耳裡，心裡奇怪——如果魯道夫真是惡魔，為什麼人們還會支持他、給他權力呢？ 他父親說：「因為人民都好逸惡勞！」「這樣說好了，一般人碰到問題時，都不願靠自己精力心思去解決，他們只期望超人或聖賢出現，為他們承擔所有痛苦、困難和義務。魯道夫就抓住這個人性弱點，伺機而動，一舉成名。你要好好記住：讓獨裁者有機可乘者，要負比獨裁者本人更多責任！雖然沉默旁觀者沒有支持他，但沉默旁觀其實與支持同罪......」
縱有許多缺點，卻有一個優點不能挑剔。他深信民主國家軍隊是以保護人民生命為要，而且奉行不渝，不讓平民犧牲。
楊文里有一句話對政治腐敗有深刻見解：「政治腐敗並不是指政治家收取賄賂之事，那是個人腐敗而已。政治家收取賄賂，卻沒有人能加以批判，這就是政治腐敗。」

### 命運觀
楊深感命運就像一個又醜又老之魔女，恣意地為所欲為。命運要是有人性，也會抗議上帝竟安排它如此作弄人。但這是不可能。其實命運不過是偶然地積集了無數個人的意識所產生的結果，並非一種超然的存在。一個人在遇到該做決定卻難以下決定時，如果可以就此不做決定，那有多好。但這是不被允許。他認為人類能力有限，但也可盡量發揮潛能，挑戰命運。其實，他並不深謀遠慮，可是大部份人卻這麼認為。他不知道這究竟是禍是福。

## 角色评价

### 同盟方
- 华尔特·冯·先寇布

对状况有正确的判断，处事冷静，运气也好。
智略上比那个人更敏锐的军人，在宇宙哪里找得到？有的话也只有帝国的罗严克拉姆侯爵而已。
如果您是一个只以胜利为目的单纯职业军人，或者是一个不知自己几两重而光想掌握权力的凡俗野心家，我的煽动可能还会奏效。再甚者，如果您是一个深信自己正义使命而有不可动摇信念和责任感的人，多少也会受别人唆使。但您却是一个即使在战况最激烈的时候，也不完全相信自己是站在正义那一方的人。
- 亚历克斯·卡介伦

那家伙自颈部以下全部是多余的！
总之耐心的被他喂吧。虽然是各方面脱离了常轨的家伙，但并不是说没有前途的。（对尤里安）
- 尤里安·敏兹

别人问我为什么不养宠物时，我回答『我家已经养了一只大的了。』
我说得出来的，大概就是杨提督不同于普通军人而已。不知道该怎么形容。可以这么说，提督的头脑的确是优秀军人所该拥有的，但灵魂却不是。
我觉得杨提督的脑细胞经常像望远镜一样，只看得到远方的时间与空间，就在身边的事反而无法进入他的视界之中。有些人会认为这种人是怪胎，但我认为有一些像提督这样的人也很好。当然太多的话会很头痛就是了。 而且，我不会变魔法。所以昨晚将写日记写到睡着的我抱到床上去的，除了杨提督之外不会有别人。我今天就把加在红茶中白兰地份量增加一点以表示谢意。看到提督的表情，就知道他了解了。提督就是这么一个人。
- 菲列特利加·格林希尔

他从未怠忽过只有他才负得起的责任。
杨提督当时还是个中尉，戴着一顶黑色军扁帽，看起来的感觉就像是一个初出茅庐的小伙子。我那时一直在留意他。在那种无助、孤独的情况下，昼夜不分地忙着指挥撤走的各项工作，睡觉时衣服也不脱就倒在沙发上，早上起来也不洗脸，默默咽下没有涂奶油的土司，这样的男人如果我不去喜欢的话，恐怕也没有别人会喜欢他了。
说实在的，我觉得民主主义什么的没了也好，整个宇宙还原成原子也无所谓，只要他能在我身旁半睡半醒地看书就好了......
我真的是失去了你了。不过，如果我的生命中从一开始就没有你，而不要到后来再失去你的话，相形之下，现在我的幸福多了。你或许间接杀了几千几万的人，但至少你让我得到了幸福。
谢谢你，谢谢你丰富了我的生命。
- 奥利比·波布兰

技术就交给我们的元帅去想好啦，因为他只有这个特长而已。
那个呆子在谈恋爱方面是零分，不过，若论起战略和战术来，比他优秀的人倒是没有。
你以为我会愿意屈居除了杨文里以外的司令官之下吗？他的能力强度大概就是象亚历山大·比克古爷爷那样，但这对我来说还是委屈了一点，会觉得有点大材小用的顾虑。在杨文里之下，就不会有这种感觉。我很乐意在杨提督的麾下，这里是我自己所选择要待的地方。 
- 姆莱

杨提督是一个同时具有指挥官的资质，以及作为一个参谋所必须之才能的稀有人才。如果说，他需要参谋的 话，那也只是想知道别人是怎么想的，然后作为自己作战的参考而已。
- 卡特罗捷·冯·克劳歇尔（卡琳）

原来杨提督不但是"伊谢尔伦式精神"的出发港，而且还是它的母校。虽然所有的人迟早都必须毕业，但是却仍然想要让过去的欢乐再多停留一会儿。
说真的，杨提督还活着的时候，我根本就没想到过他是这么样伟大的一个人，现在他死了，我才感觉有些明白。我们现在依然可以直接感受到提督的气息，而以后时间过得愈久，他的气息也会变得愈强，终有一天会将历史吹得改变方向吧——
- 亚历山大·比克古&淳于建

“杨文里纵然有许多缺点，可是，他却有一个任何人都不能加以挑剔的优点。那就是他一直深信民主国家的军队存在的意义，是以保护人民的生命为前提的。而且，他也一直奉行不渝。”
“没错，你说得一点都没错。”比克古衰老的脸上浮现夕阳般的微笑光彩。“艾尔·法西尔也是这样，放弃伊谢尔伦要塞时也是这样，他绝对不让平民成为牺牲品。”
历史或许会将杨记载为一个与莱因哈特·冯·罗严克拉姆匹敌，甚或超越其上的战争艺术家。然而，他还有些事情是必须让后世知道的。
“我知道你想说什么。如果杨失败了，那并不是因为莱因哈特·冯·罗严克拉姆的伟大天才所致……”或许是因为杨执着于自己的理想的缘故。在巴米利恩会战的时候，他应该置政府的命令于不顾的。这是一件不能说清楚的事，但是，为了他自己，他应该那样做的……
- 普通士兵们

：与其说杨的声音充满自信，不如说他只是在淡然地说明事实而已，同时，将胜利已垂手可得的想法根植于部下的心中。杨文里被称作魔术师，是因为他所给予人的依赖感，至死也不会消失．他的部下们藉用古人的小对话，对他们的司令官开了个玩笑。
“你认为提督最佳的作战是什么？”
“就是下一次的作战！”

### 帝国方
- 他不像莱因哈特那种风华绝代美貌贵公子，也不像以前败死在他手里的卡尔·古斯达夫·坎普一般有著硬汉型个人风格，也不是冷酷锐利的秀才型，当然也不是贫相外露的小农民类型。依个人审美观点不同，他似乎还多少称得上英俊——对菲列特利加·格林希尔来说就是，整体看来，或许说他像一个眼看著就可以爬上副教授宝座，却由於政治能力远较学识不足，以致於只能停留在讲师职位的青年学者还比较恰当。乍看之下有二七、八岁，本来是中等身材，但由於这段时间连日战斗，使得他显得有些削瘦，杂乱头发从军用扁帽下方露出来，怎麼看都不像军人。总之，他的外表绝不像他所缔造的战绩一样，予人那麼强烈的印象。
- 莱因哈特

朕自己在战术上也始终赢不过杨文里，朕觉得这是一件很遗憾的事，但是，朕并不觉得羞耻。（听到杨的死讯）朕曾从你这儿听到过无数次的噩耗，这次最令朕难以接受。是谁允许你有让朕如此失望的权利？
- 沃尔夫冈·米达麦亚

吾等可以征服宇宙，却无法征服一个人。
他可说是民主共和政治最强而有力的拥护者，同时也是近五个世纪以来，除了一个人之外，最强最伟大的军人。
不知怎地，总觉得大半个宇宙好像变得空虚了。对吾皇以及帝国来说，杨文里应该是一个令人憎恶的家伙，不过他确实也是一个伟大的用兵家，这一点是毋庸置疑的。就像白昼时总是艳阳高照，所以人们才需要有柔和的夜晚，对于我军来说，有杨文里这名男子确实是必须的，是吗？
- 奥斯卡·冯·罗严塔尔

如果可以用武力强取豪夺的话，伊谢尔伦要塞主权的所有人，至少应该会变个五、六次才对。然而，目前唯一胆敢抢走它的，就只有现在坐在伊谢尔伦的那个骗子。
杨文里所受的身心煎熬是多么地苛烈，现在我总算是明白了，那是一种真正的伟大啊！
- 缪拉

（对菲列特利加）您的丈夫，对我军来说是最强、而且是最好的敌人。
- 梅克林格

杨文里真正伟大的地方，不在于他预测的准确度，而在于他使帝国军的行动或选择，完全操纵在他预测的范围内．也就是说，银河帝国身经百战的名将们，总是在他所预先设计好的舞台上行动．
- 除了他们两位，还有卡尔·古斯塔夫·坎普、菲尔姆特·雷内肯普这样一流的将帅们，都是死在一个敌人的手里。就是那个人、就是杨文里。但是当得知他的死讯时，帝国军将帅们的悲哀却更加地深刻。他们对这一位如果还活着的话，就可能会令他们丧命的敌将，高高地举起了悼念的酒杯。

### 历史学家
- 多彩多姿，充满矛盾和胜利的短暂人生。
- 同样都是支撑同盟末期的名将之死，但是亚历山大·比克古的死和杨文里的死，代表着不同的意义。比克古的死，代表着自由行星同盟这个国家所象征的民主共和政治的结束，而杨的死，则代表民主共和政治之精神的再生，而不受这个叫作同盟的国家的范围所束缚。
- 像莱因哈特·冯·罗严克拉姆一样同时兼具长远广阔的眼界、丰富的构思、以及对前后方优越组织能力的战略家，只有杨文里一人。而像杨这般具备深彻的洞察力、正确的判断力及随机应变力，同时又深得军心的战术家，也只有莱因哈特。他们是常胜与不败之间的对决。在另一方面，两人也有共通的地方，那就是他们都厌恶鲁道夫大帝以来统治人类长达五世纪的高登巴姆王朝。无论是莱因哈特或杨文里，都深恶痛绝门阀贵族支配体制，并致力消弭财富独占的不平等。他们都期望废除『高登巴姆式的社会制度』，改革桎梏人类、侮辱人性尊严邪恶秩序。政治的目的不外乎消除不公正，并尊重个人选择的自由，关於这点，两人的立场完全一致。当时，大概没有像他们这般彼此尊敬对方的人。

## 配音
- 富山敬（OVA第一期～第三期及劇場版）
- 鄉田穗積（劇場版《千億的星辰、千億的光芒》，OVA外傳《螺旋迷宮》、《第三次迪亞馬特會戰·前篇》）
- 原康義（劇場版《黄金之翼》）
- 鈴村健一 （銀河英雄傳說 Die Neue These）

## 舞台剧
- 河村隆一（銀河英雄傳說）[2]